# Soronzonboldyn Battsetseg
Soronzonboldyn Battsetseg, née le 3 mai 1990, est une lutteuse libre mongole.

## Biographie
Le 8 août 2012, elle obtient la médaille de bronze aux Jeux olympiques de Londres en catégorie des moins de 63 kg.

## Palmarès

### Jeux olympiques
- Médaille de bronze en lutte libre dans la catégorie des moins de 63 kg en 2012 à Londres

### Championnats du monde
- Médaille d'or en lutte libre dans la catégorie des moins de 63 kg en 2015 à Las Vegas
- Médaille d'or en lutte libre dans la catégorie des moins de 59 kg en 2010 à Moscou
- Médaille d'argent en lutte libre dans la catégorie des moins de 63 kg en 2013 à Budapest

### Championnats d'Asie
- Médaille d'argent en lutte libre dans la catégorie des moins de 59 kg en 2010 à New Delhi

### Universiade
- Médaille d'or en lutte libre dans la catégorie des moins de 63 kg en 2013 à Kazan